# Ąžuolas Tubelis
Ąžuolas Tubelis (Vilnius, 22 marzo 2002) è un cestista lituano, ha un fratello gemello, Tautvilas anch' egli cestista.

## Carriera

### Nazionale
Nel 2021 ha disputato, con la nazionale Under-19 lituana, il Mondiale di categoria, concluso al sesto posto.

## Palmarès

### Competizioni giovanili
- Euroleague Basketball Next Generation Tournament: 1

Lietuvos rytas: 2017-2018